# Barbara Bakulin
Barbara Bakulin (Polonia, 23 de septiembre de 1950) fue una atleta polaca especializada en la prueba de 4 x 100 m, en la que consiguió ser medallista de bronce europea en 1974.

## Carrera deportiva
En el Campeonato Europeo de Atletismo de 1974 ganó la medalla de bronce en los relevos 4 x 100 metros, con un tiempo de 43.48 segundos, llegando a meta tras Alemania del Este (oro con 42.41 segundos que fue récord del mundo) y Alemania del Oeste (plata).